# Mohammad Amin al-Salami
Mohammad Amin al-Salami (* 25. Juli 1994 in Aleppo) ist ein syrischer Leichtathlet, der sich auf den Weitsprung spezialisiert hat und für das Refugee Olympic Team an den Start geht.

## Sportliche Laufbahn
Mohammad Amin al-Salami stammt aus Aleppo und floh im Zuge des Syrischen Bürgerkrieges 2016 nach Deutschland. Dort trainiert er bei SCC Berlin und ist international für das Olympische Flüchtlingsteam startberechtigt. 2019 gelangte er bei den Asienmeisterschaften in Doha mit einer Weite von 7,28 m auf den zehnten Platz und 2023 schied er bei den Weltmeisterschaften in Budapest mit 7,46 m in der Qualifikationsrunde aus. Im Jahr darauf nahm er an den Olympischen Sommerspielen in Paris teil und verpasste dort mit 7,24 m den Finaleinzug.

## Persönliche Bestzeiten
- 100 Meter: 10,67 s (+1,3 m/s), 9. Juli 2022 in Rheinau
- Weitsprung: 7,88 m (+1,3 m/s), 2. Juli 2022 in Hechingen (syrischer Rekord)